# Cricosaura typica
Cricosaura typica är en ödleart som beskrevs av  Juan Cristóbal Gundlach och Peters 1863. Cricosaura typica ingår i släktet Cricosaura och familjen nattödlor. Inga underarter finns listade i Catalogue of Life.
Arten blir upp till 3,9 cm lång. Fjällen på ovansidan har inga utväxter och på undersidan förekommer åtta radera av fyrkantiga fjäll. Ödlan har en mörkbrun färg och en linje på ryggens topp kan vara lite mörkare. Ögonen kännetecknas av runda pupiller och de saknar ögonlock.
Cricosaura typica är endemisk på Kubas sydöstra udde. Den vilar på dagen under stenar eller i den mjuka marken i skogar. Under skymningen jagas myror, andra insekter och spindeldjur. Honor av Cricosaura typica lägger i motsats till honor av andra familjemedlemmar ägg. Den enda äggen per tillfälle göms i en jordhåla och ägget kläcks efter cirka två månader. Troligtvis kan skogsavverkningar påverka beståndet negativt.